# Cicero (Illinois)
Cicero é uma vila localizada no estado americano de Illinois, no Condado de Cook.
A sua área é de 15,2 km², sua população é de 85616 habitantes, e sua densidade populacional é de 5 650,7 hab/km² (segundo o censo americano de 2000). A cidade foi fundada no século XIX.